# Decelea (bướm đêm)
Decelea là một chi bướm đêm thuộc họ Noctuidae.